# Мичъл Райън
Мичъл Райън (на английски: Mitchell Ryan) (роден на 11 януари 1934 г.) е американски филмов, телевизионен и театрален актьор. Познат е с ролите си на Бърк Девлин в сериала „Тъмни сенки“ и Едуард Монтгомъри в ситкома „Дарма и Грег“. Също така играе ролята на Питър Макалистър във филма „Смъртоносно оръжие“ от 1987 г.

## Избрана филмография
- Скитникът от платата (1973)
- Смъртоносно оръжие (1987)
- Убийство по сценарий (1991, седми сезон)
- Смотаняци 2 (1993)
- Съдия Дред (1995)
- Хелоуин 6: Проклятието на Майкъл Майърс (1995)
- Ед (1996)
- Лъжльото (1997)